# Ferrocarril de Shrewsbury y Birmingham
El Ferrocarril de Shrewsbury y Birmingham (nombre original en inglés: Shrewsbury and Birmingham Railway, abreviado como S&BR) fue autorizado en 1846. Acordó la construcción conjunta con otras compañías de la costosa sección de Wolverhampton a Birmingham, conocida como la Línea de Stour Valley. La iniciativa fue obstaculizada por el Ferrocarril de Londres y del Noroeste, cuya posición hostil se tradujo en el uso de tácticas dilatorias y coercitivas clandestinas. El tramo entre Shrewsbury y Wellington también se construyó conjuntamente, en este caso con el Ferrocarril de Shropshire Union.
El S&BR se abrió paso desde Shrewsbury hasta su propia terminal de Wolverhampton en 1849. La Línea de Stour Valley todavía estaba siendo retrasada por el LNWR, pero el S&BR finalmente obtuvo acceso a ella en 1852. En ese momento era obvio que el LNWR era un socio imposible, de manera que el S&BR se alió con el Great Western Railway, que llegó a Wolverhampton en 1854. Ambas compañías se fusionaron en 1854. Con el S&BR y otros ferrocarriles absorbidos, el GWR obtuvo una ruta directa entre Londres y el río Mersey en Birkenhead, y hacia Mánchester y Liverpool mediante el uso de los derechos de explotación de que disponía.
La ruta del S&BR fue una parte importante de esta línea principal hasta la década de 1960, cuando la electrificación de las antiguas rutas del LNWR obligó a la concentración del tráfico de larga distancia en otros lugares, y la línea se convirtió en una ruta secundaria, aunque todavía con un importante volumen de pasajeros.
La línea del S&BR tuvo la distinción de tener en un momento la sección localizada más al norte del sistema de vías de gran ancho característico del GWR, y mucho tiempo después pasó a ser la primera sección del antiguo GWR en contar con electrificación aérea.

## Orígenes

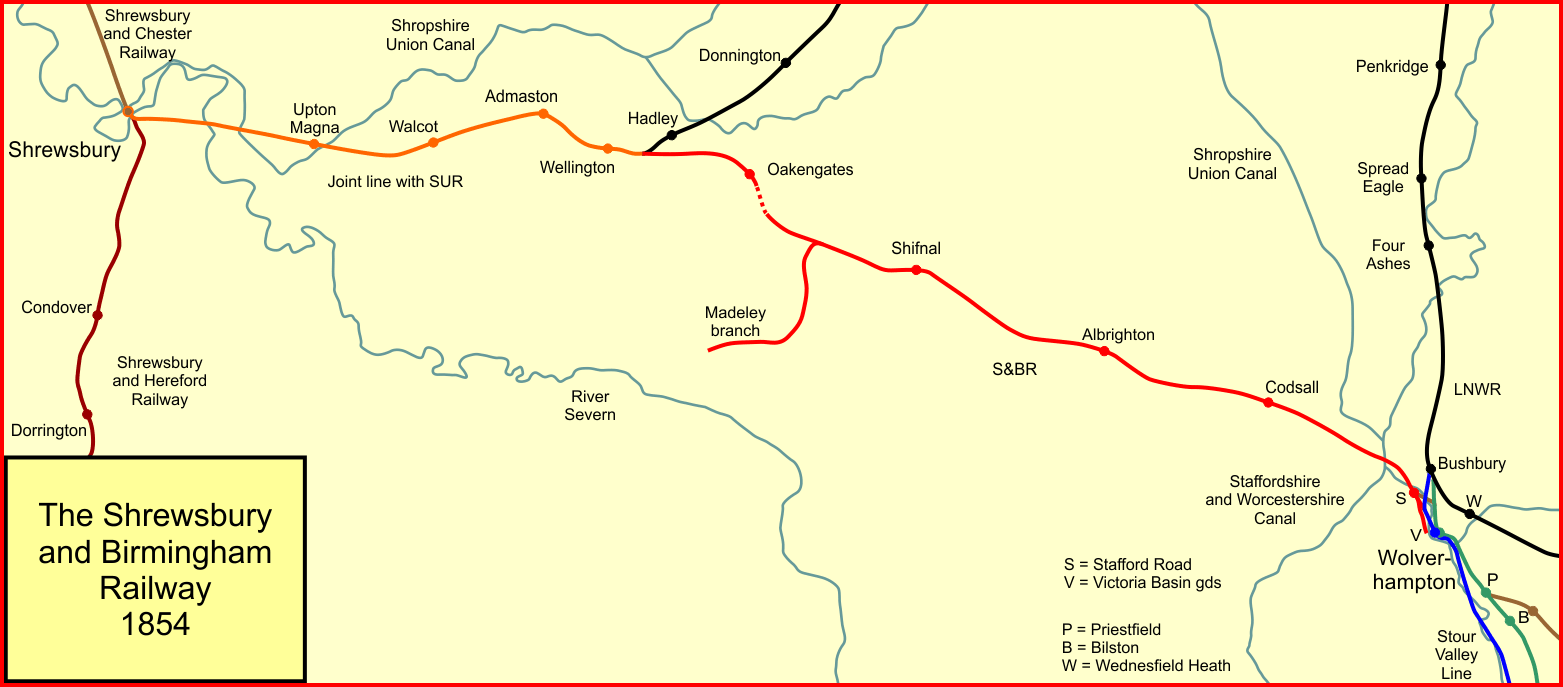
Plano del Ferrocarril de Shrewsbury y Birmingham

El grupo de interesados locales propuso un ferrocarril de Birmingham a Shrewsbury a través de Dudley y Wolverhampton en 1844. El Ferrocarril de Londres y Birmingham estaba involucrado en ese momento en una fuerte rivalidad con el Ferrocarril Grand Junction, y esperaba que la línea de Shrewsbury le permitiera eludir a su competidor. En consecuencia, apoyaron la iniciativa y acordaron provisionalmente un contrato de arrendamiento.
En su propia defensa, el Ferrocarril Grand Junction ideó un plan para tender una línea desde Wolverhampton a Shrewsbury, así como una línea desde Stafford, en su propia línea principal, para conectarla. Fueron estas líneas las que se presentaron en la sesión del Parlamento de 1845 como el Ferrocarril de Shrewsbury y Birmingham, pero el proyecto no se ajustó a los criterios de la cámara y fue rechazado.
Poco después, el Ferrocarril de Londres y Birmingham y el Ferrocarril Grand Junction se fusionaron, formando (junto con el Ferrocarril de Mánchester y Birmingham) el Ferrocarril de Londres y del Noroeste. Este hecho cambió por completo la situación entre las compañías competidoras, y las dos facciones ahora agrupadas dentro del LNWR abandonaron su apoyo a cualquier línea desde Shrewsbury.
Los promotores independientes de la línea de Shrewsbury llamaron a su línea el Ferrocarril de Shrewsbury y Birmingham. Decidieron continuar con su intento de promover la iniciativa, pero planearon que el tramo de ruta entre Birmingham y Wolverhampton se construyera de forma conjunta con otras compañías: este iba a ser el tramo más caro de construir, y los ferrocarriles más grandes ya tenían planes para el distrito. Este proyecto se convirtió en el Ferrocarril de Birmingham, Wolverhampton y Stour Valley, que se financiaría de forma conjunta, suscribiendo el S&BR, el LNWR y el Canal de Birmingham una cuarta parte del capital cada uno, mientras que la cuarta parte restante provendría de suscripciones públicas ordinarias.

## Autorización
El proyecto de ley del Ferrocarril de Shrewsbury y Birmingham (entonces solamente para un ferrocarril entre Shrewsbury y Wolverhampton, de menos de 20 millas (32 km) de longitud) y el Ferrocarril de Stour Valley (con el nombre abreviado de BW&SVR) se presentaron en la sesión de 1846, al igual que el Ferrocarril de Birmingham, Wolverhampton y Dudley, destinado a ser el salvador del S&BR más adelante. Se estaban considerando dieciséis ferrocarriles en el distrito y el capital del S&BR era de 1,3 millones de libras. Por su parte, el capital del Ferrocarril de Stour Valley era de 1,11 millones. Los proyectos de ley se aprobaron el 3 de agosto de 1846.
El Ferrocarril de Shrewsbury, Oswestry y la Conexión de Chester fue autorizado en 1845 para construir una terminal en Shrewsbury, pero dada la obvia afinidad de esta línea (que se convertiría en el Ferrocarril de Shrewsbury y Chester) con la compañía de Birmingham, hizo que esta tomase la decisión de tener una estación conjunta en Shrewsbury, en una ubicación modificada. También sería utilizada conjuntamente por el Ferrocarril de Shrewsbury y Hereford y por la empresa del Shropshire Union. La terminal estuvo lista a tiempo para la apertura del trayecto completo del S&BR.
En lo que respecta al Ferrocarril de Shrewsbury y Birmingham, las 10 millas (16 km) desde Shrewsbury a Wellington, aproximadamente un tercio de la extensión de la línea, se construirían y operarían conjuntamente con la Compañía de los Ferrocarriles de Unión y el Canal de Shropshire, que estaba planeando una línea de Stafford a Wellington para tener acceso a Shrewsbury.
El trazado final de la línea se encargó a William Baker. Los directivos ordenaron que las estructuras principales de la línea se adecuaran a vía de gran ancho, para el caso de que fuera necesario instalarla posteriormente.
En 1847, el Ferrocarril de Shrewsbury y Birmingham obtuvo la aprobación para construir un ramal de Shifnal a Madeley y extender la sucursal de Coalbrookdale a Ironbridge, además de aumentar el capital de la compañía.

## Posición dominante del LNWR
En el otoño de 1846, el Ferrocarril de Londres y del Noroeste (LNWR) arrendó tanto el sistema de canales y ferrocarriles del Shropshire Union como el Ferrocarril de Stour Valley. El S&BR accedió a esta propuesta, habiendo recibido garantías sobre el tráfico que recibirían sus vías. El LNWR había adquirido una parte de la Compañía del Canal de Birmingham, de modo que ahora poseía un 50% de participación en el Ferrocarril de Stour Valley, así como del contrato de arrendamiento. De repente, el LNWR se había convertido en la compañía dominante en la zona, de forma que el Ferrocarril de Shrewsbury y Birmingham había quedado en una posición precaria. Sin embargo, se llegó a un acuerdo con el LNWR de que el tráfico no se desviaría indebidamente de la línea del S&BR, y se permitió la aprobación del proyecto de ley promovido por el LNWR para autorizar el arrendamiento. El Ferrocarril de Shrewsbury y Birmingham también recibió derechos de circulación sobre la Línea de Stour Valley, y además se acordó que la sección corta de la línea desde la estación de Wolverhampton hasta la divergencia de las líneas de Shrewsbury y de Stafford sería conjunta. Para consolidar la posición del LNWR, se especificó que los derechos de paso del S&BR se cancelarían si el GWR o ciertas empresas consideradas sus aliadas se hicieran cargo de la compañía.

## Apertura de la línea

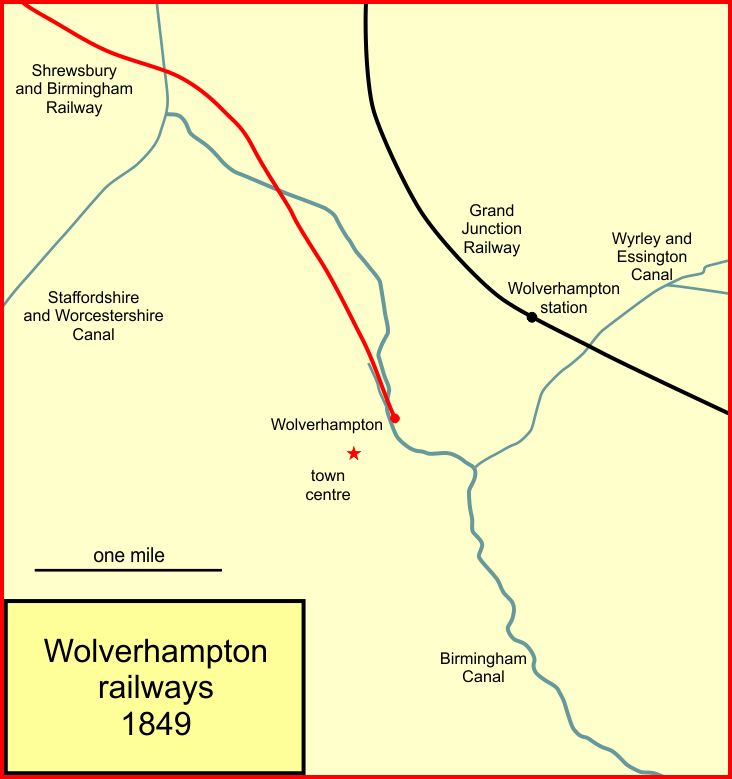
Ferrocarriles en Wolverhampton en 1849

El túnel de Oakengates, de 471 yardas (431 m) de longitud, tardó algún tiempo en completarse, porque aunque no era muy largo, debía perforarse en una roca muy sólida. El S&BR abrió su línea desde Shrewsbury hasta la estación de Oakengates, así como la línea conjunta el 1 de junio de 1849. El LNWR abrió su línea desde Stafford, uniéndose a la línea conjunta en Wellington, el mismo día. El resto del S&BR hasta una estación temporal en Wolverhampton se abrió el 12 de noviembre de 1849. La estación de Wolverhampton era una pequeña instalación situada inmediatamente al sur de Wednesfield Road. En esta etapa no estaba conectado a ningún otro ferrocarril, por lo que un andén era suficiente para el servicio de pasajeros.

## Guerra con el LNWR

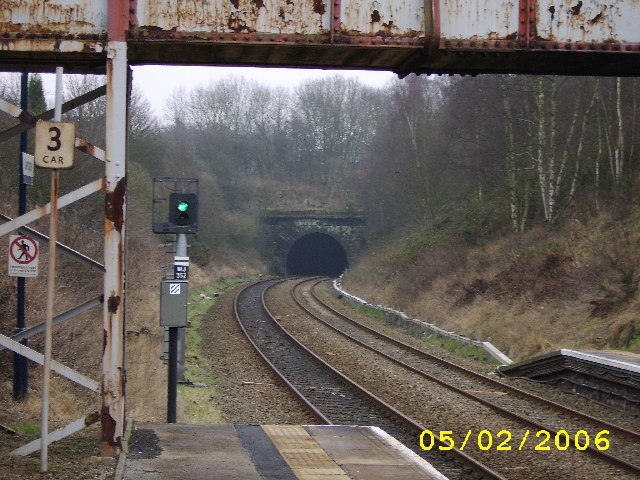
Túnel de Oakengates

En este período, el LNWR decidió hacer todo lo posible para perjudicar al Ferrocarril de Shrewsbury y Birmingham (y por extensión, a sus aliados naturales, el Ferrocarril de Shrewsbury y Chester, y el Ferrocarril de Chester y Birkenhead), llegando a cometer actos ilegales. La situación se tornó muy tensa alrededor de Chester, donde el LNWR coaccionó abiertamente a las dos compañías de ferrocarriles que se le opusieron. Más al sur, el LNWR desencadenó una guerra de precios, reduciendo artificialmente sus tarifas a niveles excesivamente bajos en un intento de arruinar al S&BR.
Además, el LNWR, como principal accionista de la Línea de Stour Valley, consiguió que la finalización de la línea, en la que confiaba el S&BR, se retrasara. Así mismo, se ignoró el acuerdo sobre la asignación de tráfico. El LNWR poseía la antigua estación del Grand Junction en Wednesfield Heath, aproximadamente a una milla de Wolverhampton, mientras que el S&BR no se conectaba a ninguna otra línea en este lugar.
Obviamente, el S&BR no podía hacer llegar sus trenes de mercancías hacia el sur de Wolverhampton debido a la intransigencia de LNWR, e intentó  en abril de 1850 construir una instalación de transbordo de mercancías junto al canal de la cuenca Victoria, justo al norte de Wolverhampton, situada junto a su terminal de pasajeros. Cuando se estaban colocando unos tablones para habilitar un camino destinado a la transferencia física de mercancías desde sus vagones a las barcazas del canal, los trabajadores contratados por el S&BR sufrieron la violencia física y la intimidación de los saboteadores enviados por el LNWR.
En estas circunstancias, el S&BR se alejó del LNWR e inició conversaciones con el Great Western Railway, que estaba construyendo su propia línea hacia Wolverhampton. El 10 de enero de 1851 se concluyó un acuerdo de asignación de tráfico entre el S&BR y el S&CR con el GWR.
Las maniobras del LNWR para desestabilizar a sus antiguos asociados incluyeron reventar las juntas de accionistas con inversores infiltrados y falsificar un sello de empresa del S&BR, entre muchas otras acciones de dudosa legalidad. A medida que el S&BR y el S&CR se alinearon cada vez más con el GWR, la agresividad de LNWR se volvió hacia el Ferrocarril de Birkenhead, Lancashire y la Conexión de Cheshire. Sin embargo, en 1851, las Compañías Asociadas (el GWR, el S&BR y el S&CR) obtuvieron el derecho de poder operar sobre la línea del BL&CJR, dándoles finalmente acceso a Birkenhead, Liverpool y Mánchester.

## Línea de Stour Valley

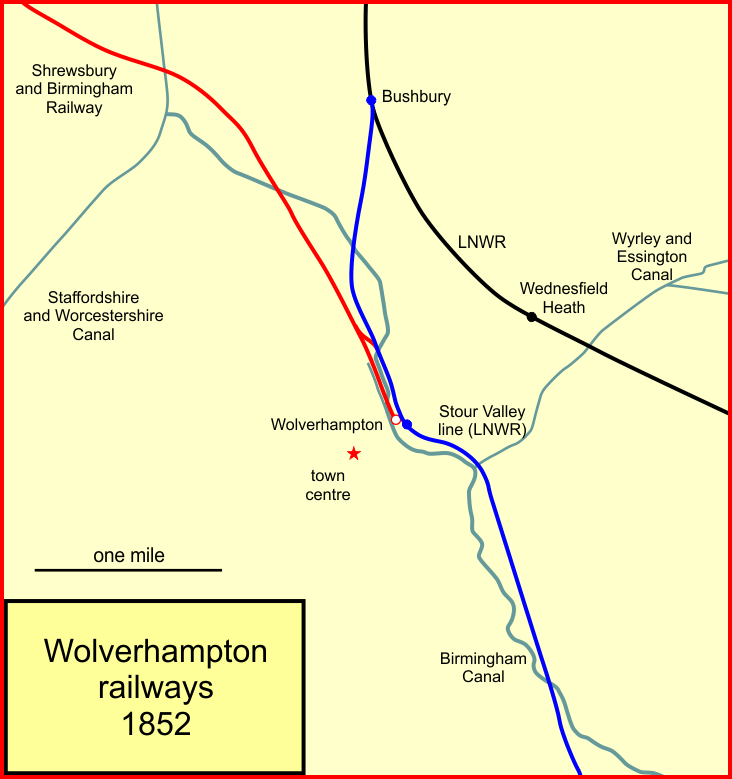
Ferrocarriles de Wolverhampton en 1852

El Ferrocarril de Shrewsbury y Birmingham necesitaba que se abriera la Línea de Stour Valley para tener acceso a Birmingham. Evidentemente, se completó físicamente, pero el LNWR adoptó tácticas clandestinas para retrasar la apertura que iba a permitir que los trenes del S&BR circularan por la línea. La escalada del enfrentamiento culminó con la decisión del S&BR de operar un tren el 1 de diciembre de 1851, a pesar de los impedimentos de todo tipo planteados por el LNWR, incluyendo la colocación de obstáculos en la plataforma para evitar que el tren pudiera pasar. Ambas compañías destacaron a la línea una gran cantidad de hombres, y finalmente se frustró que el tren del S&BR pudiera circular por la vía.
El asunto se prolongó, alegándose presuntos factores de inseguridad en la línea que se utilizaron como pretextos para retrasar la apertura, en algunos casos asumidos por el inspector de la Cámara de Comercio. Finalmente, la línea se abrió el 1 de julio de 1852. El LNWR aún pudo evitar que los trenes del S&BR utilizaran la línea, al no facilitar un acuerdo sobre las reglas de operación en las estaciones de Wolverhampton y de Birmingham, e introduciendo muchos otros impedimentos artificiosos. Finalmente, el 4 de febrero de 1854, los trenes del S&BR comenzaron a circular por la Línea de Stour Valley hasta Birmingham.

## Ruta hacia Birmingham del GWR

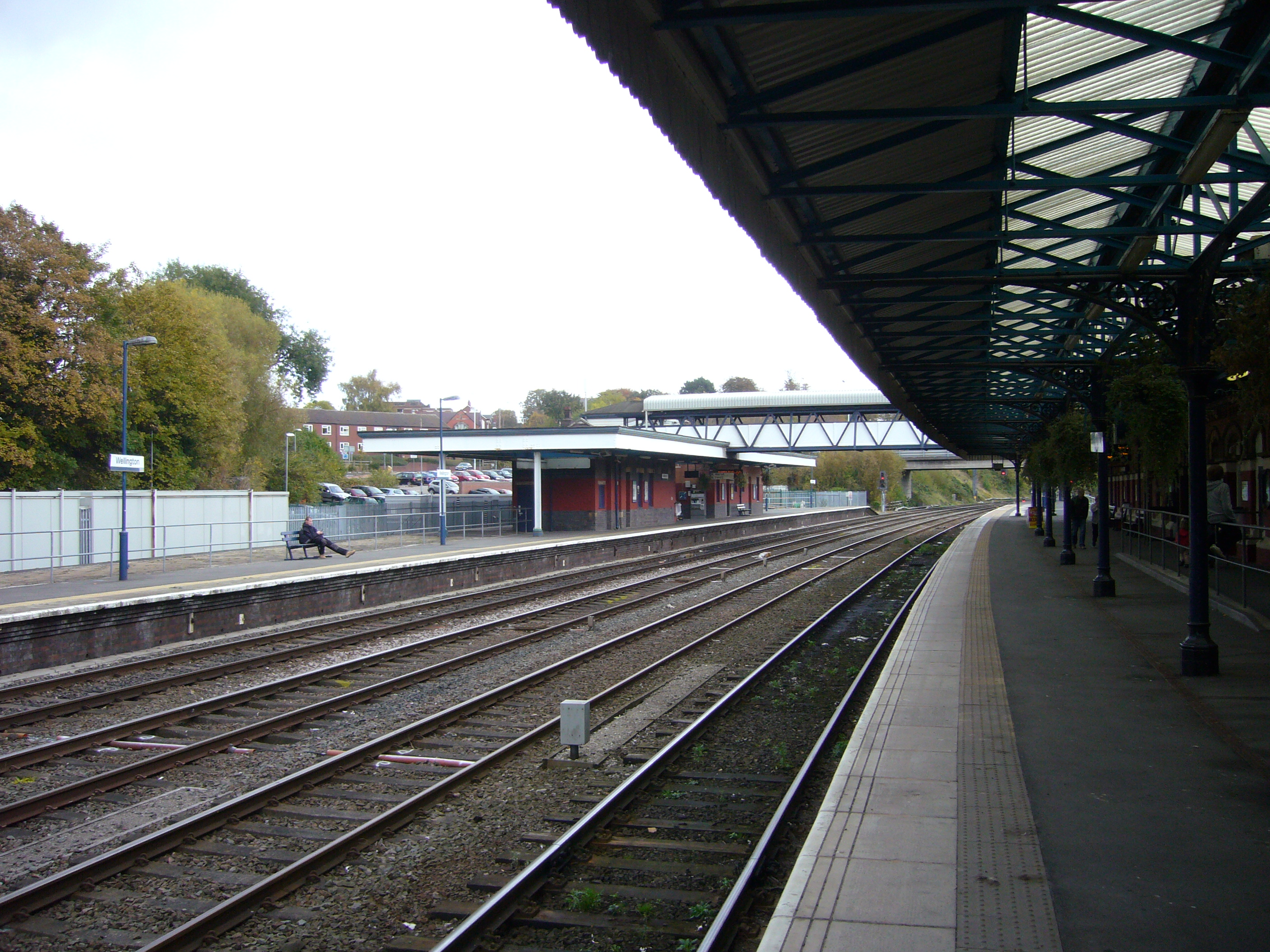
Estación de Wellington

La apertura del Ferrocarril de Birmingham, Wolverhampton y Dudley en 1854 finalmente le dio al S&BR acceso hacia el sur para conectar con la red del GWR, y el LNWR finalmente no pudo frustrar las operaciones de sus competidores en el área de Birmingham. El Ferrocarril de Conexión de Wolverhampton se convirtió en una parte esencial para dar continuidad a la ruta. Tenía 0,75 millas (1,2 km) de largo y conectaba el recorrido hacia el sur del S&BR desde la Conexión de Stafford Road, con el Ferrocarril de Birmingham, Wolverhampton y Dudley en la Conexión de Cannock Road. Era propiedad exclusiva del Great Western Railway.

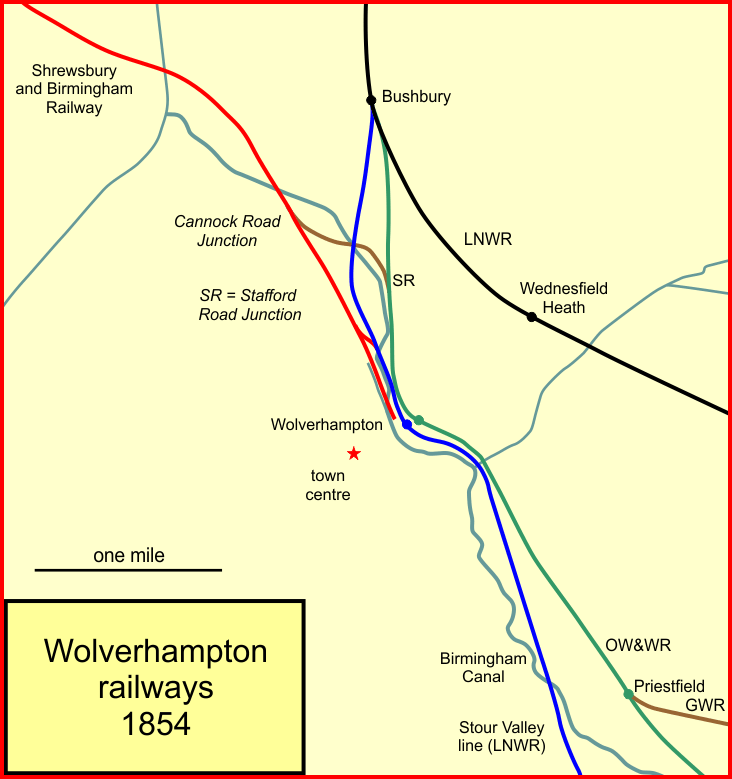
Ferrocarriles de Wolverhampton en 1854

Su trazado pasaba por los modernos talleres de locomotoras y vagones del S&B en Stafford Road, por lo que hubo que demoler muchos edificios de reciente construcción para dar paso a la nueva línea de conexión. Se inauguró el 14 de noviembre de 1854, al mismo tiempo que el BW&DR. Era una vía de ancho mixto, dado que los trenes de gran ancho de vía del OW&WR tenían que acceder hacia el cargadero junto al canal de Victoria Basin, el punto más al norte de la vía de gran ancho del GWR.

## Fusión con el GWR
La decidida hostilidad del LNWR condujo naturalmente a un fuerte sentimiento de intereses comunes entre el Great Western Railway, el Ferrocarril de Shrewsbury y Birmingham, y el Ferrocarril de Shrewsbury y Chester, y pasaron a ser conocidas como las Compañías Aliadas. Estaba claro que la fusión formal era inevitable, anunciándose el 7 de agosto de 1854 y entrando en vigor el 1 de septiembre de 1854. Las dos líneas de Shrewsbury eran de vía estrecha (posteriormente elegida como la vía estándar) y se las conocía como la "división norte" dentro del GWR ampliado. Al principio no hubo conexión física hasta que se abrió la línea de Wolverhampton en noviembre de 1854.
Las líneas de Shrewsbury absorbidas por el GWR no fueron muy rentables, y tenían un enorme endeudamiento en obligaciones y acciones preferentes garantizadas. Las dos líneas juntas tenían 3 millones de libras de capital, de los cuales solo 1,8 millones estaban en acciones ordinarias. Había medio millón en acciones preferentes remuneradas al 8%.

## Madeley y Lightmoor

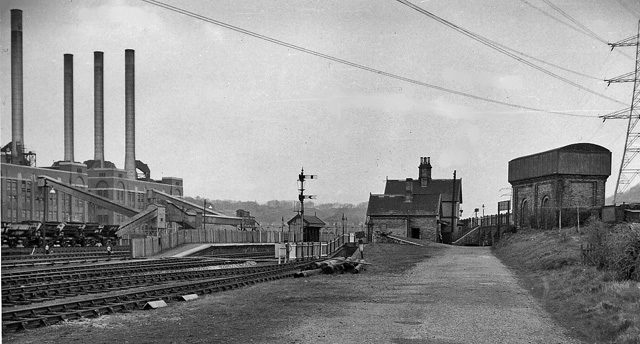
Estación de Buildwas y su central eléctrica

El ramal de Lightmoor fue autorizado en los días del S&BR para servir a un distrito minero. Se inauguró en 1854 y se extendió a Coalbrookdale en 1864, y el área también se conectó desde su extremo sur. El servicio de pasajeros nunca tuvo éxito y se cerró en 1915. Hubo presión a nivel local para revivirlo y, sorprendentemente, se organizó una prueba en 1925 que no tuvo éxito, y el servicio volvió a cerrarse dos meses después.
Desde 1969, el ramal se utilizó para ofrecer un servicio de carga de ida y vuelta a una central eléctrica de carbón en Ironbridge. El servicio se canceló una vez cerradas las minas.

## Etapa en el GWR

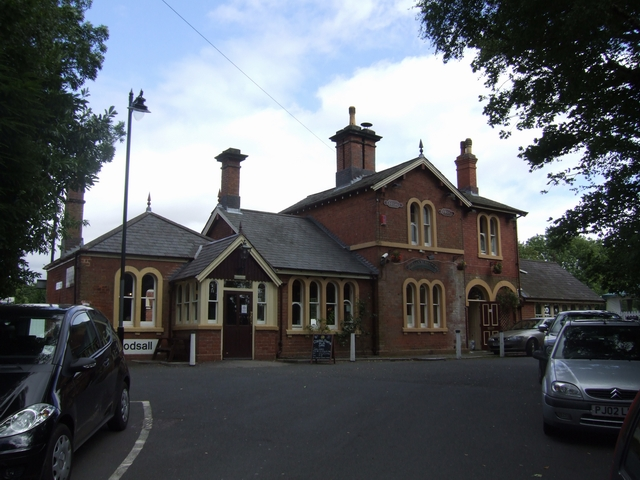
Estación de Codsall

En 1858, el GWR construyó un gran depósito de mercancías en Herbert Street, Wolverhampton, cerca de Victoria Basin. En los días de la vía de gran ancho se utilizó como una instalación de transbordo motivada por la discontinuidad del ancho de vía.
Los trenes de pasajeros del GWR pasaron a usar su propia estación en Wolverhampton, y en marzo de 1859 el GWR vendió su mitad de la otra estación heredada del S&BR (denominada High Level), al LNWR. Luego se cortó la conexión de las líneas del S&BR a la estación de High Level. El depósito de Herbert Street estaba junto a esa conexión, y el tráfico de Herbert Street accedía al depósito por una conexión de una milla desde la Conexión de Stafford Road.
Desde 1854, el Great Western Railway tenía una ruta directa desde Paddington hasta Mersey en Birkenhead, aunque con una discontinuidad de ancho en Wolverhampton. En ese momento, era obvio que la extensión de la vía de gran ancho al norte de Wolverhampton era imposible, y el GWR convirtió progresivamente sus vías hacia el sur en vías mixtas. A partir del 1 de octubre de 1861, los trenes de vía estrecha (estándar) pudieron circular entre Paddington y Birkenhead.
La ruta del S&BR demostró ser una parte importante de la conexión del GWR con Birkenhead, formando parte de la ruta de los expresos que circulaban desde Londres. El tráfico local nunca fue significativo, y el desarrollo de servicios de autobús fiables a partir de la década de 1920 eliminó mucho tráfico de la línea.
El patio de clasificación de Oxley se desarrolló justo al norte de la divergencia de la Línea de Stafford, y más tarde se estableció allí un gran depósito de servicio para el material rodante.

## Después de 1930

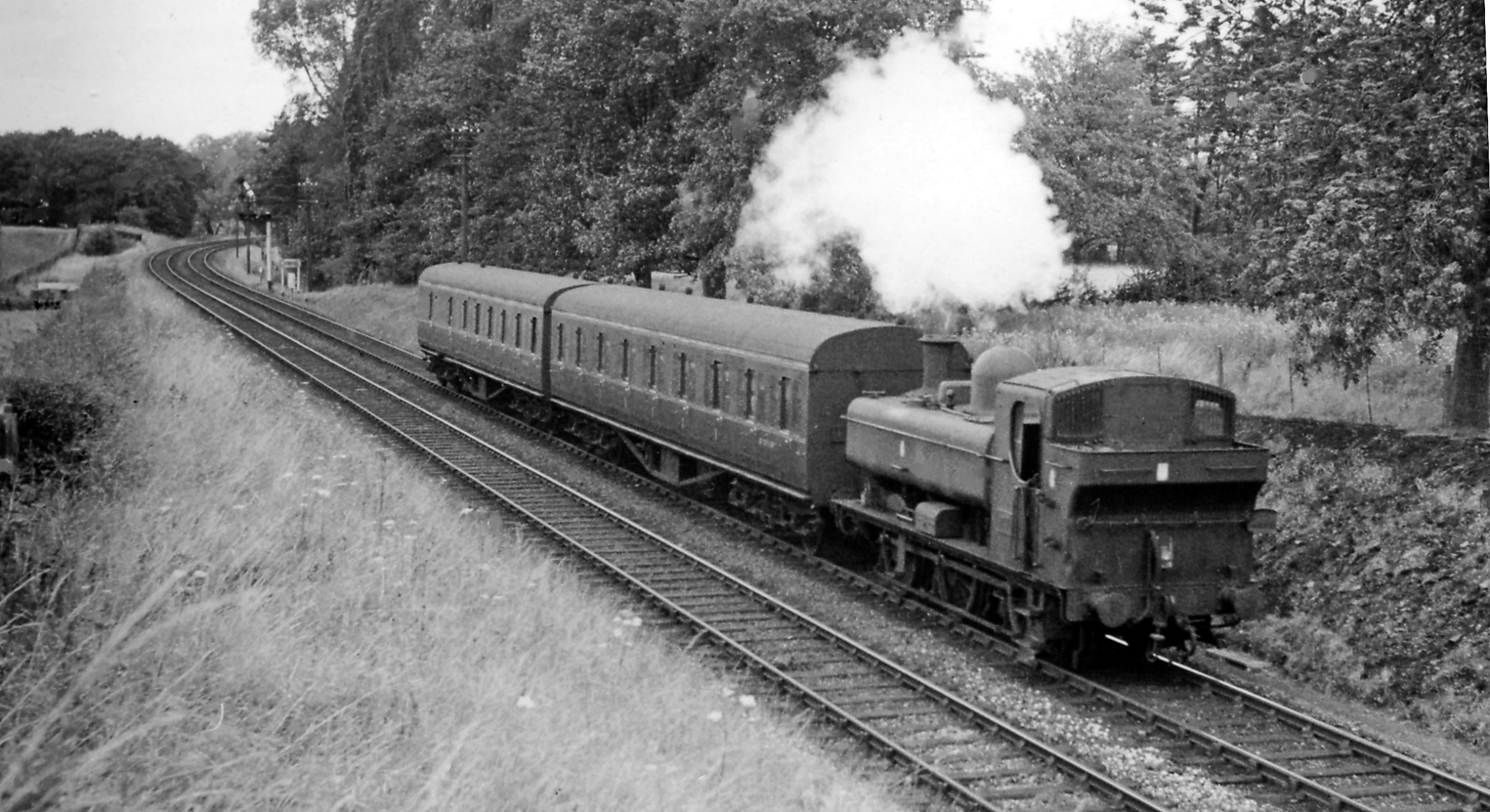
Between Wellington and Market Drayton Junction

El GWR operaba la línea como una línea principal importante; Birkenhead era un punto de acceso clave para el tráfico de pasajeros de Liverpool, y circulaban trenes expresos troncales, incluido un tren nocturno con vagones para dormir. La red ferroviaria de Birkenhead, Lancashire y Cheshire Junction dio acceso directo a los trenes de mercancías a Liverpool y Mánchester. El BL&CJR ahora era propiedad conjunta de GWR y London, Midland and Scottish Railway como sucesor del LNWR. Birkenhead era en sí mismo un destino clave para el carbón y un punto de origen para el mineral de hierro importado. A medida que se desarrollaba el tráfico vacacional y de ocio se incluía el servicio de trenes de temporada a través de trenes a los destinos costeros de Aberystwyth, Barmouth y Pwllheli.
La línea principal de ferrocarriles de Gran Bretaña se nacionalizó en 1948, pero el patrón del servicio de trenes se mantuvo prácticamente sin cambios durante algún tiempo. Sin embargo, un cambio en el patrón de viajes de placer y vacaciones condujo a una disminución gradual de esos servicios, mientras que los trenes de pasajeros locales sufrieron una fuerte disminución en el patrocinio. La pérdida de la industria pesada resultó en una disminución del tráfico de minerales; y la propiedad común de rutas alternativas condujo al desvío de gran parte de la carga troncal hacia otras líneas.

## Desde 1966
La línea de Stafford-Wolverhampton-Birmingham se electrificó en 1966. La ruta troncal de pasajeros de Paddington a Birkenhead se canceló en 1967, con todo el tráfico de Londres a Crewe y más allá circulando por la antigua ruta del LNWR. Wolverhampton Low Level, la estación del GWR, se cerró a los pasajeros el 6 de marzo de 1972 y todo el tráfico de pasajeros de Wolverhampton se centralizó en la estación de High Level (la antigua estación del LNWR). Esto requirió el restablecimiento de la línea de conexión corta a la línea del S&BR cerca de Stafford Road. La estación de Low Level de Wolverhampton se utilizó más tarde como depósito de concentración de paquetes, a partir del 6 de abril de 1970.
Oxley Sidings se había convertido en un importante depósito de servicio de vagones, y la línea desde allí hasta Wolverhampton High Level se electrificó en 1972. Esta fue la primera sección del antiguo GWR que se electrificó con un sistema de catenaria.

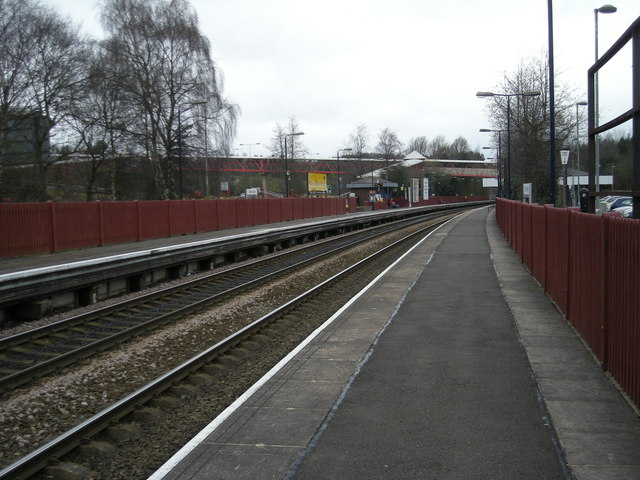
Estación de Telford

Desde 1967 tuvo lugar el desarrollo de una nueva ciudad llamada Telford, que contaba con una estación de la línea del S&BR inaugurada en 1986.
En 1983, se construyó una nueva línea de enlace en Wolverhampton, lo que permitió un recorrido directo desde Stafford en dirección a las cocheras de Oxley desde la Conexión de Stafford Road hasta la Conexión de Bushbury. La línea corta se construyó en gran parte en el curso de la conexión ferroviaria de Wolverhampton desde la Conexión de Stafford Road y un antiguo ramal hacia unas instalaciones de gas situadas cerca de la Conexión de Bushbury. La conexión se instaló para permitir que los trenes con coches de viajeros vacíos accedieran a los apartaderos de Oxley, pero ha habido casos ocasionales de trenes de pasajeros desviados que utilizan la línea.
En 2009 se inauguró un depósito de carga ferroviario conocido como Parque Internacional de Carga Ferroviaria de Telford, financiado en parte por generosas subvenciones del gobierno. Sin embargo, no parece haber atraído mucho tráfico.
El servicio de trenes de pasajeros actual (2019) consiste típicamente en tres trenes por hora entre semana, con algunos trenes directos a Aberystwyth y Holyhead.

## Estaciones

### Línea principal
- Shrewsbury; estación conjunta; abierta el 1 de junio de 1849;
- Abbey Foregate Junction; convergencia del Enlace de Shrewsbury, 1867 en adelante;
- Abbey Foregate; abrió en abril de 1887; antiguo andén con venta de billetes; cerrada el 30 de septiembre de 1912;
- Upton Magna; abierta el 1 de junio de 1849; cerrada el 7 de septiembre de 1964;
- Walcot; abierta el 1 de junio de 1849; cerrada el 7 de septiembre de 1964;
- Admaston; abierta el 1 de junio de 1849; cerrada el 7 de septiembre de 1964;
- Market Drayton Junction; convergencia del ramal de Market Drayton 1867-1967;
- Wellington; abierta el 1 de junio de 1849; sigue abierta;
- Empalme de Stafford; divergencia de la línea de Stafford 1849-1991;
- Final de la Línea Conjunta;
- Ketley Junction; divergencia del Ferrocarril de Wellington y la Conexión del Severn (parte posterior del Ferrocarril de Wellington a Craven Arms, 1857-1962);
- New Hadley Halt; abierta el 3 de noviembre de 1934; cerrada el 13 de mayo de 1985;
- Oakengates; abierta el 1 de junio de 1849; rebautizada como Oakengates West entre 1951 y 1956; sigue abierta;
- Telford Central; abierta el 12 de mayo de 1986; sigue abierta;
- Hollinswood Junction; divergencia del ramal de Stirchley 1908-1959;
- Madeley Junction; convergencia de la línea de Coalbrookdale; (véase más abajo);
- Shinal; abierta el 13 de noviembre de 1849;
- Cosford Aerodrome Halt; abierta solo para trabajadores el 17 de enero de 1938; abierta al público el 31 de marzo de 1938; rebautizada como Cosford 1940;
- Albrighton; abierta el 13 de noviembre de 1849; sigue abierta;
- Codsall; abierta el 13 de noviembre de 1849; sigue abierta;
- Birches and Bilbrook; abrió en 1934; renombrada Bilbrook en 1974; sigue abierta;
- Oxley North Junction; divergencia del ramal de Kingswinford 1925-1965;
- Oxley Middle Junction; convergencia de la línea desde el ramal de Kingswinford 1925-1965;
- Oxley Siddings; (apartadero)
- Stafford Road Junction; 1854 divergencia hacia Cannock Road Junction y la estación de Wolverhampton del GWR.
- Wolverhampton Stafford Road; abierta en octubre de 1850; cerrada en junio o julio de 1852;
- Rama hacia el LNWR (1852 a 1854);
- Wolverhampton; estación temporal en Wednesfield Road; abierta el 13 de noviembre de 1849; cerrada el 24 de junio de 1852, cuando se inauguró la estación del LNWR (más tarde conocida como High Level).
- Wolverhampton; inaugurada el 1 de julio de 1854; cerrada el 6 de marzo de 1972.

### Ferrocarril de Conexión de Wolverhampton y Estación de Low Level
- Stafford Road Junction; (véase arriba);
- Dunstall Park; abierta el 1 de diciembre de 1896; cerrada el 1 de enero de 1917; reabierta el 3 de marzo de 1919; cerrada el 4 de marzo de 1968;
- Cannock Road Junction; convergencia con la antigua línea del OW&WR;
- Wolverhampton Low Level; inaugurada el 1 de julio de 1854; cerrada el 6 de marzo de 1972.

### Ramal de Lightmoor
Inaugurado en 1854.
- Madeley Junction (arriba);
- Madeley Court; inaugurada el 2 de mayo de 1859; renombrada Madeley en 1897; cerrada el 22 de marzo de 1915; reabierta el 13 de julio de 1925; cerrada el 21 de septiembre de 1925;
- Lightmoor (Talleres).[30][33][34]